# Avenue Victor-Hugo (Neuilly-Plaisance)
Pour les articles homonymes, voir Avenue Victor-Hugo.
L'avenue Victor-Hugo est une voie de communication de Neuilly-Plaisance,.

## Situation et accès

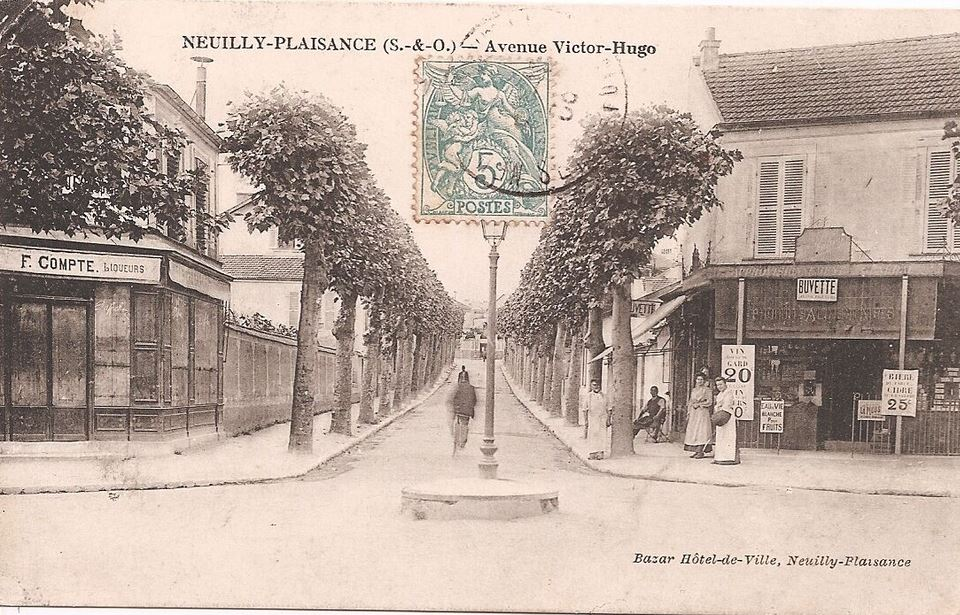
L'avenue Victor-Hugo vers 1900.

Orientée du nord-ouest au sud-est, cette avenue traverse la place de l'Église, passe sous la branche A4 de la ligne A du RER d'Île-de-France, et est desservie par la gare de Neuilly-Plaisance.
Parmi les axes importants de la ville, elle croise notamment l'avenue Jean-Jaurès, la rue Faidherbe et la rue de Chanzy.

## Origine du nom
Elle porte le nom du poète, dramaturge, écrivain et homme politique français Victor Hugo (1802-1885).

## Historique

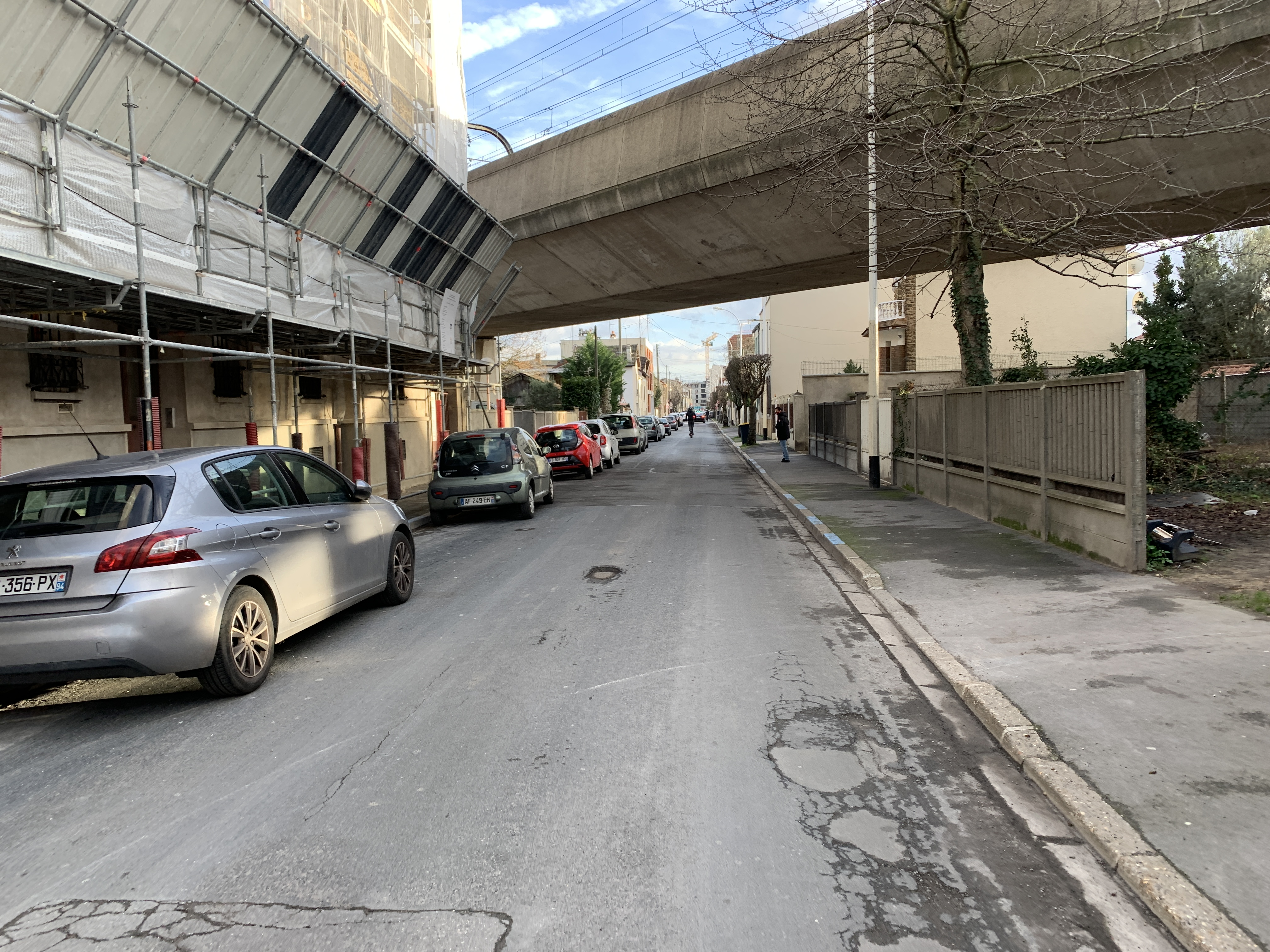
L'avenue passant sous la branche A4 de la ligne A du RER.

## Bâtiments remarquables et lieux de mémoire
- Église Saint-Henri de Neuilly-Plaisance, construite en 1869.
- À l'angle de la rue Émile-Cossoneau, fresque murale représentant les bords de Marne[3].
- Square Émile-Zola.
- Monument aux Résistants morts pour la France.
- Hôtel de ville de Neuilly-Plaisance.